# Wodowski Potok
Wodowski Potok – potok, lewostronny dopływ Choczenki. 
Źródła potoku znajdują się na wysokości około 460 m na północno-wschodnich stokach Susfatowej Góry w Beskidzie Małym. Spływa w południowo-wschodnim kierunku doliną między Susfatową Górą a Kokocznikiem. Jest to tzw. Zbójecka Dolina. Uchodzi do Choczenki na wysokości 366 m.
Jest to niewielki potok, jego długość wynosi zaledwie około 1,1 km. Na całej swojej długości płynie przez las, a wzdłuż dolnego biegu potoku prowadzi droga leśna. Na niektórych mapach ma nazwę Wadowski Potok.